# Redresseur terrestre

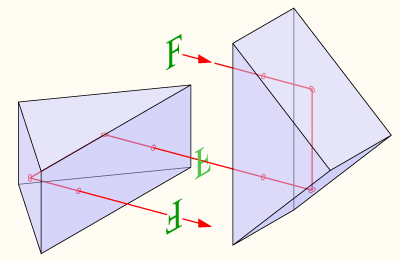
Redresseur optique à deux prismes.

Un redresseur terrestre est un système optique à grossissement nul équipant les jumelles, lunettes astronomiques, périscopes et appareils photos optiques. En effet, l'inconvénient des instruments d'optique fondés sur la réfraction de la lumière est que l'image est ordinairement inversée (le haut de l'objet se retrouve en bas de l'image). L'interposition d'un redresseur permet de former une image de même position que l'objet. Les systèmes redresseurs sont constitués à partir d'un ou plusieurs prismes et sont fondés sur le principe de la réflexion totale. 
L'astronome italien Giovanni Battista Amici imagina d'utiliser un simple prisme isocèle rectangle pour dévier les rayons lumineux de 90° tout en retournant l'image. Aujourd'hui, les faces des prismes redresseurs sont le plus souvent traitées pour améliorer leur pouvoir réfléchissant et réfléchir des rayons qui ne sont pas exactement perpendiculaires à la face d'entrée. 
Le redresseur à deux prismes d'Ignazio Porro (1801-1875) permet à l'observateur d'être face à l'objet lorsqu'il pointe son instrument d'observation, au lieu d'être dos à l'objet.

## Voir également
- Renvoi coudé